# Ordit

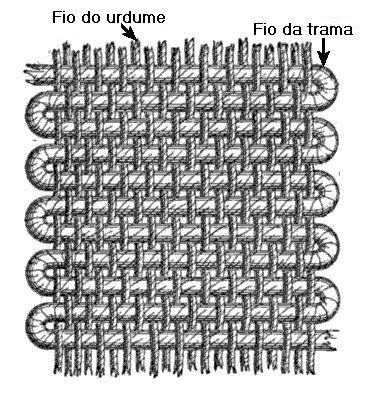
L'ordit i la trama en un teixit normal

En el sector del tissatge, l'ordit és el conjunt de fils llargs que es mantenen en tensió en un marc o teler. El fil que s'insereix transversalment entremig dels fils de l'ordit s'anomena trama, (o farciment). Normalment hi ha múltiples fils d'ordit individuals en una tela.
Hi ha telers molt senzills que empren l'ordit en espiral, pel que s'enrotlla un fil senzill, molt llarg al voltant d'un parell de pals o bigues en un patró espiral formant l'ordit.
Com que l'ordit es manté sota tensió extrema durant tot el procés de teixir, els fils de l'ordit han de ser resistents. Filats de fils d'ordit és generalment girar i subministrades fibra. Les fibres tradicionals són la llana, roba i la seda. Amb la millora de la tecnologia de fabricació de fils durant la Revolució Industrial, va ser possible fer fil de cotó amb la força suficient per ser utilitzat com a ordit en el teixit mecanitzat. Més tard, es van desenvolupar fibres sintètiques, com el niló o raió.